# Sycamore (Carolina del Sud)
Sycamore és una població dels Estats Units a l'estat de Carolina del Sud. Segons el cens del 2000 tenia 185 habitants.

## Demografia
Segons el cens del 2000, Sycamore tenia 185 habitants, 81 habitatges i 54 famílies. La densitat de població era de 22,5 habitants/km².
Dels 81 habitatges en un 22,2% hi vivien nens de menys de 18 anys, en un 48,1% hi vivien parelles casades, en un 13,6% dones solteres, i en un 33,3% no eren unitats familiars. En el 29,6% dels habitatges hi vivien persones soles el 16% de les quals corresponia a persones de 65 anys o més que vivien soles. El nombre mitjà de persones vivint en cada habitatge era de 2,28 i el nombre mitjà de persones que vivien en cada família era de 2,85.
Per edats la població es repartia de la següent manera: un 18,9% tenia menys de 18 anys, un 8,1% entre 18 i 24, un 25,9% entre 25 i 44, un 25,4% de 45 a 60 i un 21,6% 65 anys o més.
L'edat mediana era de 43 anys. Per cada 100 dones de 18 o més anys hi havia 82,9 homes.
La renda mediana per habitatge era de 28.333 $ i la renda mediana per família de 40.625 $. Els homes tenien una renda mediana de 35.500 $ mentre que les dones 18.750 $. La renda per capita de la població era de 18.297 $. Entorn del 6,8% de les famílies i el 10,1% de la població estaven per davall del llindar de pobresa.

## Poblacions més properes
El següent diagrama mostra les poblacions més properes.